# Giftfang
Als Giftfang oder Mehlfang wurden ab dem 16. Jahrhundert langgezogene, oft mehrfach geknickte Anbauten an Öfen der Silber-, Kupfer-, Blei-, Quecksilber-, Zinn-, Kobalt- und Wismut-Verhüttung bezeichnet, in denen sich giftiger Hüttenrauch fangen sollte. Das niedergeschlagene Arsentrioxid („Mehl“, „Giftmehl“) wurde regelmäßig von Hand entfernt und in sogenannten Gifthütten zu Arsenik weiterverarbeitet.